# Sourcieux-les-Mines
Sourcieux-les-Mines – miejscowość i gmina we Francji, w regionie Owernia-Rodan-Alpy, w departamencie Rodan.
Według danych na rok 1990 gminę zamieszkiwało 1349 osób, a gęstość zaludnienia wynosiła 135 osób/km² (wśród 2880 gmin regionu Rodan-Alpy Sourcieux-les-Mines plasuje się na 624. miejscu pod względem liczby ludności, natomiast pod względem powierzchni na miejscu 1122.).